# Arnaud Cormontagne
 (janvier 2025).
 (janvier 2025).
Arnaud Cormontagne est un navigateur et skipper français né le 21 mars 1996 à Creil (Oise). Né de parents enseignants, assez tôt, il se passionne pour les sports et l'art principalement. Durant sa jeunesse il pratiquera différentes disciplines et deviendra à plusieurs reprises champion de France de Voile, accèdera par la suite aux compétitions internationales en H-Boat ISAF.
Après avoir réalisé des études d'ingénieur, de photographie puis de sport, il finira par se lancer dans le monde professionnel du nautisme.

## Biographie

### Jeunesse et Sport(s)
Né le 21 mars 1996 en Picardie, Arnaud Cormontagne grandit dans une famille tournée vers l'enseignement et le sport. Un mère enseignante, un père éducateur spécialisé, il découvrira de nombreux sports durant son enfance tels que le Football ou le Ski.
Mais c'est en 2003 qu'il commence la Voile en déménageant en Aquitaine. Comme beaucoup d'enfants il débutera en Optimist avant d'évoluer sur d'autres supports comme le catamaran ou la planche à voile. À 14 ans, et après avoir récolté trois titres champion de France par le passé dans son sport, Arnaud découvre le quillard et ne s'adonne quasi-uniquement à cette pratique. Les progrès sont fulgurants et l'année de ses seize ans il achète un monotype qu'il restaurera avec sa mère. En 2013, il est sacré champion d'Europe et Vice-Champion du Monde Junior de Quillard à Thisted au Danemark.

### Itinéraire d'un enfant de bord de mer
Il réalise des études de sciences de l'ingénieur, de photographie à Biarritz où exercera le métier de photographe auprès du JournalDuSport, Sud-Ouest et l'AFP. Arnaud se lancera dans le monde professionnel de la Voile en 2016 où il obtiendra plusieurs diplômes dans l'enseignement du sport mais aussi dans le secteur du nautisme.

#### Rencontres marquantes
En 2019, il participe au tournage du film "Villa Caprice", avec notamment Niels Arestrup, Patrick Bruel. En 2020 il évolue sur catamaran de croisière en Bretagne et fait la rencontre de Michel Desjoyeaux sur les pontons de Port-La-Forêt. Après avoir travaillé plusieurs années en tant que skipper sur monocoque de luxe sur la Côte d'Azur et entraineur à Arcachon, Arnaud Cormontagne intègre les bancs de l'École nationale de voile et des sports nautiques et obtient son Diplôme d'État aux côtés de grands noms de la Voile comme Mathilde Géron.

#### Accompagnateur de la performance
Depuis ses vingt-ans, Arnaud passe en moyenne 200 jours sur l'eau par an, et a pu côtoyer différents milieux par son métier mais ce qu'il l'anime profondément c'est d'accompagner des individus dans la performance. En 2023, il est le plus jeune à avoir décroché 10 titres majeurs (dont 3 cette année là), essentiellement sur le bateau Europe en tant qu'entraineur et désigné par la même occasion "meilleur entraineur club" à tout juste 27 ans.
En 2024, Cyril Richard et Sabine Brun sont sacrés Champion de France à Cannes et font augmenter son compteur à 12, le nombre de titres récoltés depuis le début de sa carrière.

### Arnaud Cormontagne, dans les pas d'Anne Caseneuve

#### Trimaran de Course Caseneuve
En 2023, Christophe Houdet, marin professionnel et ancien équipier de Françis Joyon sur IDEC SPORT décide de choisir Arnaud Cormontagne pour devenir le nouveau skipper de "Lui", le trimaran de course d'Anne Caseneuve vainqueur de la Route du Rhum en 2014 et redémarrer le navire qui s'est échoué durant une tempête d'hiver.

### Jeux Olympiques Paris 2024
Le 6 juillet 2005, c'est le jour où le CIO choisit Londres choisit comme hôte des Jeux olympiques de 2012. Du haut de ses 9 ans, Arnaud était persuadé que la France n'obtiendrait pas ces jeux. En ouvrant l'encyclopédie, il avait pu observer l'histoire des Jeux Olympiques modernes, il se rend compte que Paris a déjà accueillit ces épreuves par le passé, en 1900 et 1924. Il fait le calcul, et il est formel, pour lui Paris organisera les Jeux de 2024 en pensant que la symbolique 1924-2024 ; 100 ans serait assez forte. Il écrit sur un bout de papier "Je participerai aux Jeux Olympiques de Paris 2024" et l'encadre dans sa chambre, l'annonce officielle ne sera faite que 12 ans plus tard..
Recruté en tant que Technicien Nautique Officiel par Paris 2024 & World Sailing, il participera bel et bien à l'événement et déclarera « J'ai probablement organisé ma vie ou du moins une partie autour de cet événement, j'ai écrit il y a 19 ans que j'y serai et j'y suis, alors il n'y a peut-être pas de hasard dans la vie(?) » et assistera aux deux médailles françaises en Voile lors de cette XXXIIIe Olympiade.